# Benicàssim
Benicàssim település Spanyolországban, Castellón tartományban. Benicàssim Castellón de la Plana, Borriol, La Pobla Tornesa, Cabanes és Orpesa községekkel határos. Lakosainak száma 20 322 fő (2024).

## Népesség
A település népessége az elmúlt években az alábbi módon változott:
| Lakosok száma | 12 808 | 15 151 | 16 584 | 18 098 | 18 524 | 18 233 | 17 957 | 18 192 | 18 991 | 20 322 |
|               | 2001   | 2004   | 2006   | 2009   | 2011   | 2014   | 2016   | 2019   | 2021   | 2024   |